# هارولد بومونت
هارولد بومونت (14 أكتوبر 1916 - 1 نوفمبر 2003) (بالإنجليزية: Harold Beaumont)‏ هو لاعب كريكت بريطاني وبريطاني (وحمل سابقاً جنسية المملكة المتحدة لبريطانيا العظمى وأيرلندا).